# Bullet Ballet
Pour plus de détails, voir Fiche technique et Distribution.
Bullet Ballet (バレット・バレエ) est un film japonais réalisé par Shin'ya Tsukamoto, sorti le 12 septembre 1998.

## Synopsis
Quelques jours après le suicide de sa compagne, Goda croise dans une ruelle Chisato, une fille qu'il avait rencontrée et sauvée peu de temps avant, alors qu'elle tentait de se jeter sous un train. Mais celle-ci hurle au viol et le jeune homme se retrouve face à Goto et sa bande. Agressé et volé, il est sommé par ces derniers de ramener tout son argent dans leur repère. À bout de nerfs, Goda décide d'acheter une arme. Mais lors de la transaction, il ne remarque pas que l'arme en question n'est qu'un simple pistolet à eau. Il se résout alors à fabriquer son propre revolver avec des pièces de métal. Il n'a plus qu'une obsession : tuer.

## Fiche technique
- Titre : Bullet Ballet
- Réalisation : Shin'ya Tsukamoto
- Scénario : Shin'ya Tsukamoto
- Production : Igarashi Maison
- Musique : Chū Ishikawa
- Photographie : Shin'ya Tsukamoto
- Montage : Shin'ya Tsukamoto
- Pays d'origine : Japon
- Langue : japonais
- Format : Noir et blanc - 1,66:1 - Mono - 35 mm
- Genre : Drame
- Durée : 98 minutes
- Dates de sortie : 12 septembre 1998 (festival du film de Toronto), 19 janvier 2000 (France), 11 mars 2000 (Japon)
- Film interdit aux moins de 16 ans lors de sa sortie en France

## Distribution
- Shin'ya Tsukamoto : Goda
- Kirina Mano : Chisato
- Hisashi Igawa : Le tueur à gages
- Takahiro Murase : Goto
- Tatsuya Nakamura : Idei
- Kyōka Suzuki : Kiriko
- Masato Tsujioka
- Kōji Tsukamoto
- Kim Su-jin

## Récompenses
- Nomination au prix du meilleur film lors du Festival international du film de Gijón 1998.
- Grand Prix du Jury lors du Festival du film fantastique de Suède 1998.
- Nomination au prix du meilleur film asiatique lors du Festival international du film de Singapour 1999.